# Pollham
Pollham là một đô thị ở huyện Grieskirchen bang Oberösterreich, nước Áo. Đô thị này có diện tích 11,3 km², dân số thời điểm ngày 31 tháng 12 năm 2005 là 948 người.